# 小口雅史
小口 雅史（おぐち まさし、1956年 - ）は、日本の歴史学者。法政大学文学部教授。

## 略歴
1956年、長野県岡谷市に生まれる。長野県諏訪清陵高等学校を経て、東京大学文学部を卒業し、1985年に東京大学大学院人文科学研究科博士課程を単位修得退学する。弘前大学人文学部講師、助教授、法政大学第一教養部教授を経て、2003年に法政大学文学部史学科教授に就任する。2014年度から2019年度まで法政大学国際日本学研究所所長（第4代）を兼務する。2015年に日本学術振興会「平成27年度科学研究費審査委員」表彰を受ける。2020年青森県文化賞受賞。
東京大学・同大学院在学中は通算10年間にわたって東京大学音楽部合唱団コールアカデミーでバリトンを担当。前田幸市郎の薫陶をうけ、宗教曲にも造詣が深い。弘前大学在職中は、弘前メンネルコールにも所属した。

## 編著
- 『津軽安藤氏と北方世界 藤崎シンポジウム「北の中世を考える」』 河出書房新社、1995
- 『日本古代土地経営関係史料集成 デジタル古文書集 東大寺領・北陸編』 同成社、1999
- 『海峡と古代蝦夷』 高志書院、2011
- 『北方世界と秋田城 (考古学リーダー) 』六一書房、2016
- 『古代国家と北方世界』同成社、2017

## 共編著
- 『青森県の歴史』長谷川成一、村越潔、斉藤利男、小岩信竹 山川出版社、2000
- 『北の環日本海世界 書きかえられる津軽安藤氏』村井章介、斉藤利男 山川出版社、2002
- 『北の防御性集落と激動の時代』三浦圭介、斉藤利男 同成社、2006
- 『日本史概論 増補新版』中野栄夫 同成社、2006
- 『エミシ・エゾ・アイヌ （アイヌ文化の成立と変容-交易と交流を中心として）』榎森進、澤登寛聡 岩田書院、2008
- 『東アジアのなかのアイヌ世界 (アイヌ文化の成立と変容―交易・交流を中心として) 』榎森進、澤登寛聡 岩田書院、2008
- 『古代末期・日本の境界 城久遺跡群と石江遺跡群』ヨーゼフ・クライナー、吉成直樹 森話社、2010
- 『内閣文庫所藏史籍叢刊 古代中世篇第1?8巻』 皆川完一、益田宗、筧雅博共編修委員 汲古書院、2012‐14
- 『古代史料を読む 上 律令国家篇』佐藤信 同成社、2018
- 『古代史料を読む 下 平安王朝篇』佐藤信 同成社、2018

## 校注
- 『続神道大系 論説編 国史実録』林鵞峯、林鳳岡、真壁俊信 神道大系編纂会、1998
- 『続神道大系 一代要記』石田実洋、大塚統子、小倉慈司 神道大系編纂会、2005‐06

## 参照
- researchmap 小口雅史